# 竹本住太夫
- 竹本住太夫（元来の表記、今日の表記）
- 竹本住大夫（一時期使用された表記）

竹本 住太夫（たけもと すみたゆう）は、義太夫節の太夫。7代を数える。芸名の由来は初代の出身地であった摂津国住吉に由来する。

## 初代
（生年不詳 - 文化7年3月19日（1810年4月22日））本名は田中文蔵。
摂津国住吉生まれ。2代目竹本政太夫の門弟。宝暦7年（1757年）7月、京都四条南側芝居で初舞台、明和時代に江戸に出る。日本橋石町に住んだため、「石町住太夫」と呼ばれた。1783年に帰阪したが晩年は江戸を住まいにした。
没年月日は3月20日とも。

## 2代目
（生没年不詳）
江戸の生まれ、初代の門弟の祖太夫が1816年に2代目を襲名する。

## 3代目
（生年不詳 - 天保8年12月16日（1838年1月11日））
竹本播磨大掾の門弟で富太夫、江戸で此母太夫、帰坂後1827年に高麗太夫、1831年に3代目を襲名する。

## 4代目
（文政12年（1829年） - 明治22年（1889年）1月22日）本名は竹中喜代松。
紀伊国田辺生まれ。6代目竹本内匠太夫の門下。幼名を竹本田喜太夫。3代目竹本鳴門太夫の預かり弟子。万延元年（1860年）正月、4代目を襲名する。明治17年（1884年）、文楽座から彦六座へ移り三味線方、2代目豐澤團平らと彦六座全盛期を築く。盲目ながら美声で評判になった。

## 5代目
（弘化4年（1847年） - 明治42年（1909年）9月22日）本名は吉野卯之助。
大阪市新町生まれ。明治2年（1869年 - 1870年）竹本越太夫の門下。幼名を3代目竹本雛太夫。1880年に4代目の門下になり1885年に5代目竹本越太夫を襲名、1889年に5代目竹本弥太夫の門下になり1908年襲名。

## 6代目
（1886年9月11日 - 1959年1月15日）本名は岸本吟治。
京都の生まれ。1896年8月に竹本さの太夫に入門し小常太夫。1903年1月に2代目竹本常子太夫と改名。1915年6月に7代目竹本八十太夫を襲名。1925年10月に7代目竹本文字太夫を襲名。1941年9月に襲名、1955年、重要無形文化財保持者（人間国宝）に認定。『文楽浄瑠璃物語』（正文館書店、1943）の著書がある。

## 7代目
（1924年10月28日 - 2018年4月28日）
1985年、7代目を襲名。詳細は「竹本住太夫 (7代目)」を参照。